# Sector Las Tunas
Las Tunas es un sector ubicado en la Parroquia Tamaca, dentro del Municipio Iribarren, en el Estado Lara, Venezuela.

## Descripción
Las Tunas, un poblado en la zona norte de Barquisimeto, Venezuela, emerge como un pueblo de alrededor de 700 personas, cuya belleza se entrelaza con la aridez del clima, pintando la vegetación de amarillo durante la sequía y llenándola de vida en la temporada de lluvias. Este pequeño pueblo, aunque en su mayoría se dedica a trabajar en Barquisimeto, no se queda atrás en actividades propias, como la cría de chivos, cultivos, una pollería y una gallera que añaden un toque de vitalidad y tradición.
Las construcciones en Las Tunas reflejan la sencillez y la ruralidad, con casas de un solo piso y ausencia de edificios. En su corazón late la cultura local, evidente en festividades como La fiesta de San Rafael y las misas de aguinaldo. Las opciones gastronómicas incluyen restaurantes de cachapas y parrillas, agregando sabores auténticos a la experiencia de Las Tunas.
Los lugares de interés turístico no son pocos: la emblemática gallera, la pintoresca iglesia, el animado estadio de béisbol y un parque infantil construido por un grupo religioso americano. Además, las lagunas y áreas verdes naturales son tesoros que añaden encanto a la comunidad.

## Educación y salud
En cuanto a educación y salud, la Escuela Antonio José Pacheco es una institución esencial en el pueblo, junto con el ambulatorio Las Tunas. Para casos más complejos, se atienden en Tamaca y, en casos graves, en Barquisimeto en el hospital.

## Transporte
El transporte hacia Las Tunas se realiza principalmente tomando una unidad de transporte público desde Barquisimeto hasta Tamaca. Desde Tamaca, los visitantes pueden optar por tomar un carro por puesto (Línea San Rafael) o incluso un mototaxi para llegar a Las Tunas. Estas opciones de transporte son las más comunes en la actualidad, proporcionando una manera eficiente y práctica de acceder al pueblo.

## Vida cotidiana
Las Tunas, semirrural en su esencia, ve sus calles pobladas por niños jugando y mujeres que mantienen viva la tradición de ser amas de casa. La relación con la naturaleza es innegable, con áreas verdes y montes que contrastan con la triste realidad de la contaminación.

## Leyendas populares
Aunque la historia de Las Tunas no destaca por eventos históricos notables, sus leyendas, como la de la carrucha, han dejado huella en la memoria del pueblo. Este relato, que mezcla mito y realidad, añade un toque misterioso a las noches de mayo, recordándonos la fragilidad de la línea entre lo sobrenatural y lo cotidiano.

## Desafíos actuales
En la actualidad, Las Tunas enfrenta desafíos como la escasez de agua, la falta de líneas telefónicas que limita el acceso a internet y la limitada oferta de transporte. A pesar de estos desafíos, la comunidad persevera, manteniendo viva su identidad única y las historias que hacen de Las Tunas un lugar especial.

## Lugares de interés

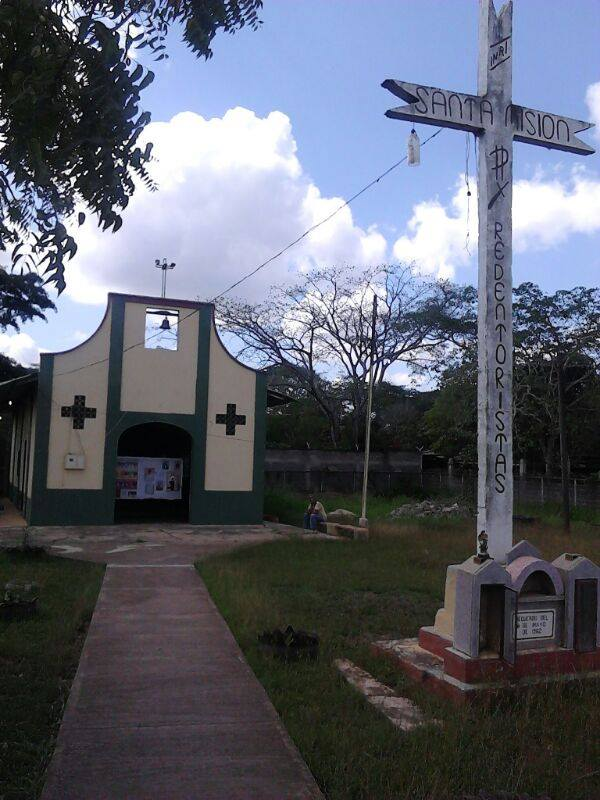
Iglesia San Rafael

- Escuela Básica Estadal Antonio José Pacheco
- Iglesia San Rafael[3]
- La gallera